# Margarete von Genf

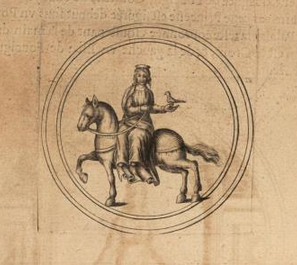
Margarete von Genf nach einer Darstellung aus dem 17. Jahrhundert

Margarete von Genf, Gräfin von Savoyen († 1258 in Pierre-Châtel) war eine Adlige aus dem Königreich Arelat.

## Herkunft
Margarete entstammte der Familie der Grafen von Genf, deren Besitzungen im 12. und 13. Jahrhundert zum unter römisch-deutschen Oberhoheit stehenden Königreich Arelat gehörten. Sie war eine Tochter von Graf Wilhelm I. von Genf. Bis zur ersten Hälfte des 20. Jahrhunderts wurde ihr Name fälschlicherweise auch als Beatrice oder Nicole angegeben.

## Heirat, Ehe und Nachkommen
Angeblich war Thomas I., Graf der benachbarten Grafschaft Savoyen, so von Margaretes Schönheit angetan, dass er um ihre Hand anhielt. Margaretes Vater verweigerte ihm aber die Heirat, da der Großvater von Thomas seinen Vater in einem Gefecht am Col du Tamie getötet hätte. Als dann Boten von Philipp II., des verwitweten Königs von Frankreich, um Margaretes Hand anhielten, wollte ihr Vater sie zum französischen König bringen. Thomas aber überfiel mit seinen Vasallen den Zug im Tal der Albarine und nahm Margaretes Vater und sein Gefolge gefangen. Dann brachte er Margarete mit ihrer Zustimmung in eine Kirche in Roussillon, wo er sie heiratete. Margaretes Vater kam erst frei, nachdem er der Ehe zugestimmt hatte. Der König von Frankreich akzeptierte schließlich, dass Thomas von Savoyen ältere Rechte als er an Margarete hatte. Wahrscheinlich ist dieser Teil einer Chronik der Familie Savoyen von Jehan Servion, die zwischen 1417 und 1419 entstanden ist, eine Legende. Ein Gefecht am Col du Tamie wird in keinem anderen Bericht erwähnt, ebenso wenig, dass der französische König eine Tochter des Grafen von Genf heiraten wollte. Tatsächlich heiratete Philipp II. 1195 Agnes von Meran, nachdem er seine Frau Ingeborg von Dänemark verstoßen hatte. Die Heirat von Margarete und Thomas von Savoyen fand wahrscheinlich vor 1195 statt. Mit ihrem Mann hatte sie mindestens acht Söhne und zwei Töchter:
- Amadeus IV., Graf von Savoyen († 1253)
- Humbert von Savoyen († 1223)
- Thomas von Savoyen († 1259), Graf von Piemont
- Aymon von Chablais († 1237), Herr des Chablais
- Wilhelm von Savoyen († 1239), Bischof von Valence und Lüttich
- Peter II. (um 1203–1268), Graf von Savoyen
- Bonifatius († 1270), Bischof von Belley und Erzbischof von Canterbury
- Philipp I. († 1285), Bischof von Valence, Erzbischof von Lyon und Graf von Savoyen
- Beatrix von Savoyen († 1265)
- Margarete von Savoyen (1212–1273)

Margarete war nicht nur eine körperlich robuste Frau, die mindestens zehn Kinder bekam und über 70 Jahre alt wurde. Sie führte auch einen großen Haushalt, in dem oft Adlige und Troubadoure zu Gast waren. Mehrfach bezeugte sie, oft zusammen mit ihren Söhnen, Urkunden ihres Mannes.

## Leben als Witwe
Ihr Mann starb 1233 und vermachte ihr mehrere Burgen, die ihr lebenslang als Wittum zustanden. Von diesen wurde die Burg von Pierre-Châtel ihre bevorzugte Residenz. 1234 nahm sie an dem Treffen ihrer Söhne in Burg Chillon teil, bei dem das weitere Erbe ihres Mannes geregelt wurde. 1236 kam es zu einem erneuten Treffen der Familie in Chillon, wo die Familie Schenkungen ihres Sohns Aymon bezeugte. Am 1. Juli 1237 bezeugte Margarete noch eine weitere Schenkung des todkranken Aymon. Nachdem ihr Sohn Thomas durch den Tod seiner Frau seine Stellung als Graf von Flandern verloren hatte, kehrte er nach Savoyen zurück. Margarete übergab ihm im Januar 1244 Saint-Genix-d’Aoste, das zusammen mit anderen Besitzungen den Grundstock seiner Besitzungen in Savoyen und im Piemont wurde. 1255 übergab Margarete ihre Besitzungen an ihre Tochter Beatrix, sie starb aber erst drei Jahre später in Pierre-Châtel. Nach ihrem Tod besetzte ihr Neffe Graf Raoul von Genf die Besitzungen bei Cornillon und Les Clefs, die sie als Mitgift erhalten hatte. Dies führte zu einer Fehde mit Margaretes Sohn Graf Peter II. von Savoyen.